# Kula w łeb (film 2012)
Kula w łeb (ang. Bullet to the Head) – amerykański film z gatunku kryminału z 2012 roku, w reżyserii Waltera Hilla.

## Obsada
- Sylvester Stallone jako Jimmy Bobo
- Sung Kang jako Taylor Kwon
- Sarah Shahi jako Lisa Bobo
- Adewale Akinnuoye-Agbaje jako Morel
- Jason Momoa jako Keegan
- Christian Slater jako Marcus Baptiste
- Jon Seda jako Louis Blanchard
- Holt McCallany jako Hank Greely
- Weronika Rosati jako prostytutka Lola

## Opis fabuły
Młody policjant (Sung Kang) poznaje doświadczonego płatnego zabójcę, jednego z najlepszych w branży, Jimmy’ego Bobo (Sylvester Stallone). Mężczyzn łączy wspólny wróg, który jest odpowiedzialny za morderstwo ich najlepszych kumpli. Egzotyczny duet jednoczy siły. Trop prowadzi od zniszczonych ulic Nowego Orleanu aż do najwyższych szczebli władzy Waszyngtonu.